# GAZ-M20 Pobeda
La GAZ M20 Pobeda era un'autovettura prodotta da GAZ dal 1946 al 1958/1959. Fu anche prodotta su licenza da FSO come FSO Warszawa fino al 1973. In totale furono vendute oltre 500 000 unità sia della Pobeda che della Warszawa. 

## Il contesto

FSO Warszawa

Progettato all'inizio degli anni '40, l'M20 Pobeda doveva sostituire il precedente GAZ-M1 basato su Ford. Meccanicamente, era una copia dell'innovativa Opel Kapitän del 1938 e utilizzava molte parti e caratteristiche di questa vettura, insieme ad alcune parti delle precedenti GAZ-M1 e 11-73. Il motore era una versione a 2,1 litri quattro cilindri dell'unità a 6 cilindri della 11-73, a sua volta una copia di un motore Dodge. La trasmissione e il cambio sono stati ripresi dal GAZ-M1 e dall'11-73. D'altra parte, le sospensioni anteriori e la maggior parte degli altri componenti del telaio, insieme in qualche modo allo stile della carrozzeria, erano basati sulla Opel. La scelta di utilizzare l'auto Opel come base parziale per la Pobeda fu dovuta al fatto che metà delle attrezzature e dei progetti dello stabilimento Opel di Russelheim furono trasferiti all'Unione Sovietica come parte del pacchetto di riparazioni di guerra. Ciò portò anche alla realizzazione della Moskvitch 400/420, copia della Opel Kadett degli stessi anni.
La Pobeda era disponibile come berlina a 4 porte o cabriolet, mentre le versioni pick-up e furgone venivano costruite in officine di riparazione auto esterne. Inoltre, esisteva una versione con il motore a 6 cilindri del più grande GAZ-12 ZIM, per il KGB e la Milizia. C'era anche una versione 4x4 del Pobeda, la GAZ M-72, che utilizzava parti GAZ-69. Il veicolo divenne rapidamente molto popolare in Unione Sovietica e le vendite iniziarono a crescere. Nel 1951 il design dell'auto fu concesso in licenza alla FSO che iniziò a produrla come FSO Warszawa. Nel 1956, la GAZ lanciò il nuovo GAZ-21 "Volga" come modello successivo, tuttavia la produzione del Pobeda continuò fino al 1959. In Polonia, la Warszawa è stata costruita fino al 1973. Le versioni successive della Warszawa furono realizzate con un nuovo motore, una copia della Renault "Étendard", presente anche nella Renault Frégate e nella Renault Super Goélette. Durante gli ultimi anni di produzione, la Warszawa adottò anche alcune parti meccaniche della più piccola ed economica Polski Fiat 125p. Con la fine della produzione, la Polski Fiat 125p prenderebbe forzatamente il posto della Warszawa, nonostante la Warszawa fosse più grande, più potente e più lussuosa della Fiat. Basandosi sul telaio e sul motore di Warszawa, furono costruiti l'FSC Żuk, lo ZSD Nysa e l'FSR Tarpan, insieme alle loro modifiche modernizzate.
Il Pobeda e le sue varianti furono esportati in tutto il blocco orientale e persino in alcuni paesi occidentali, come la Finlandia.

## Galleria d'immagini

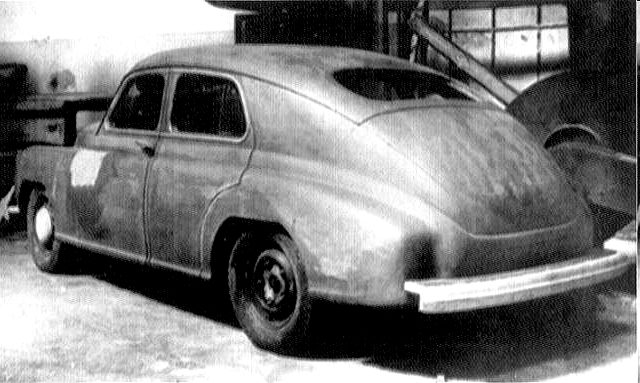
Modello in creta, 1943-1944
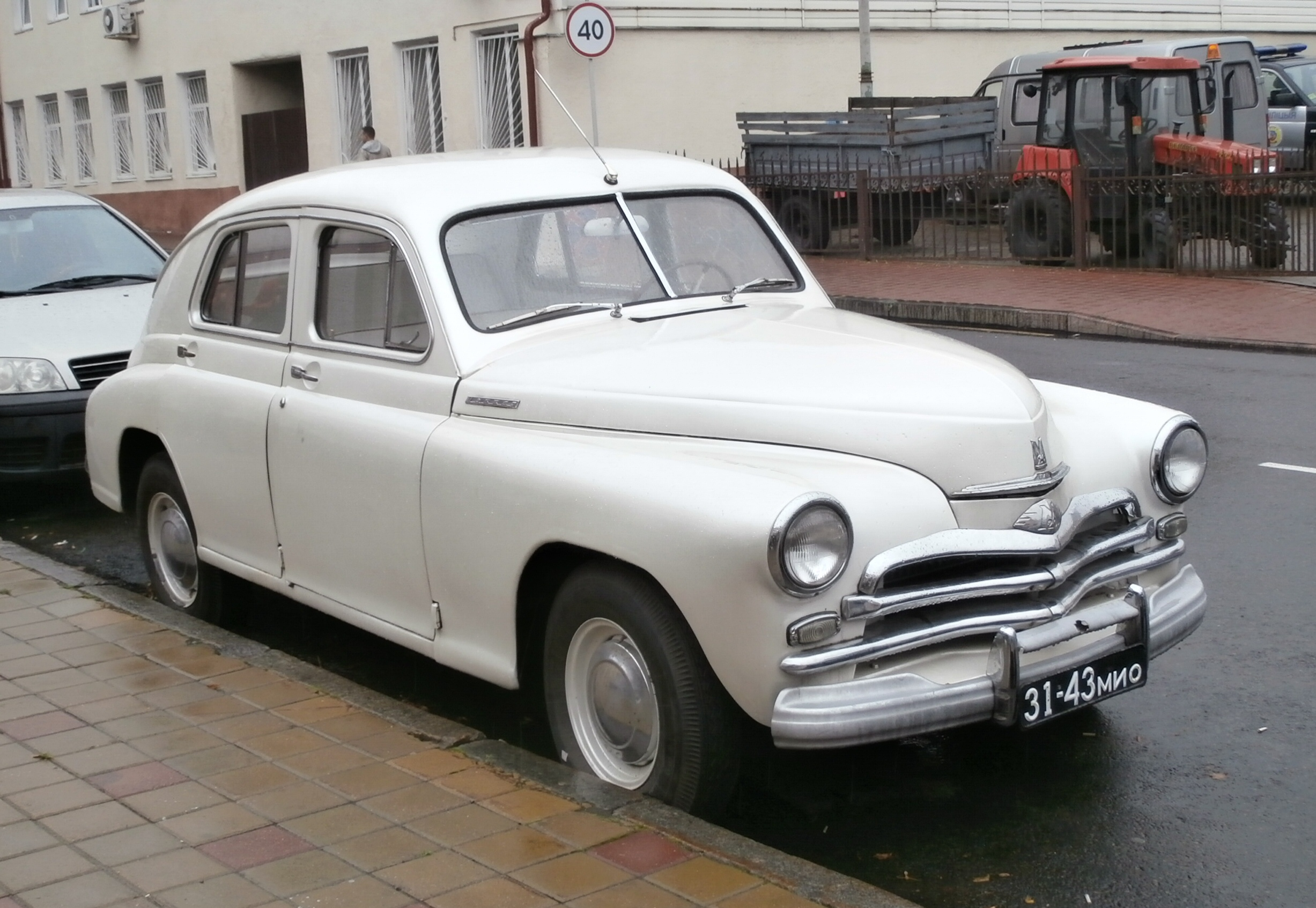
GAZ M20 (1948-1955)
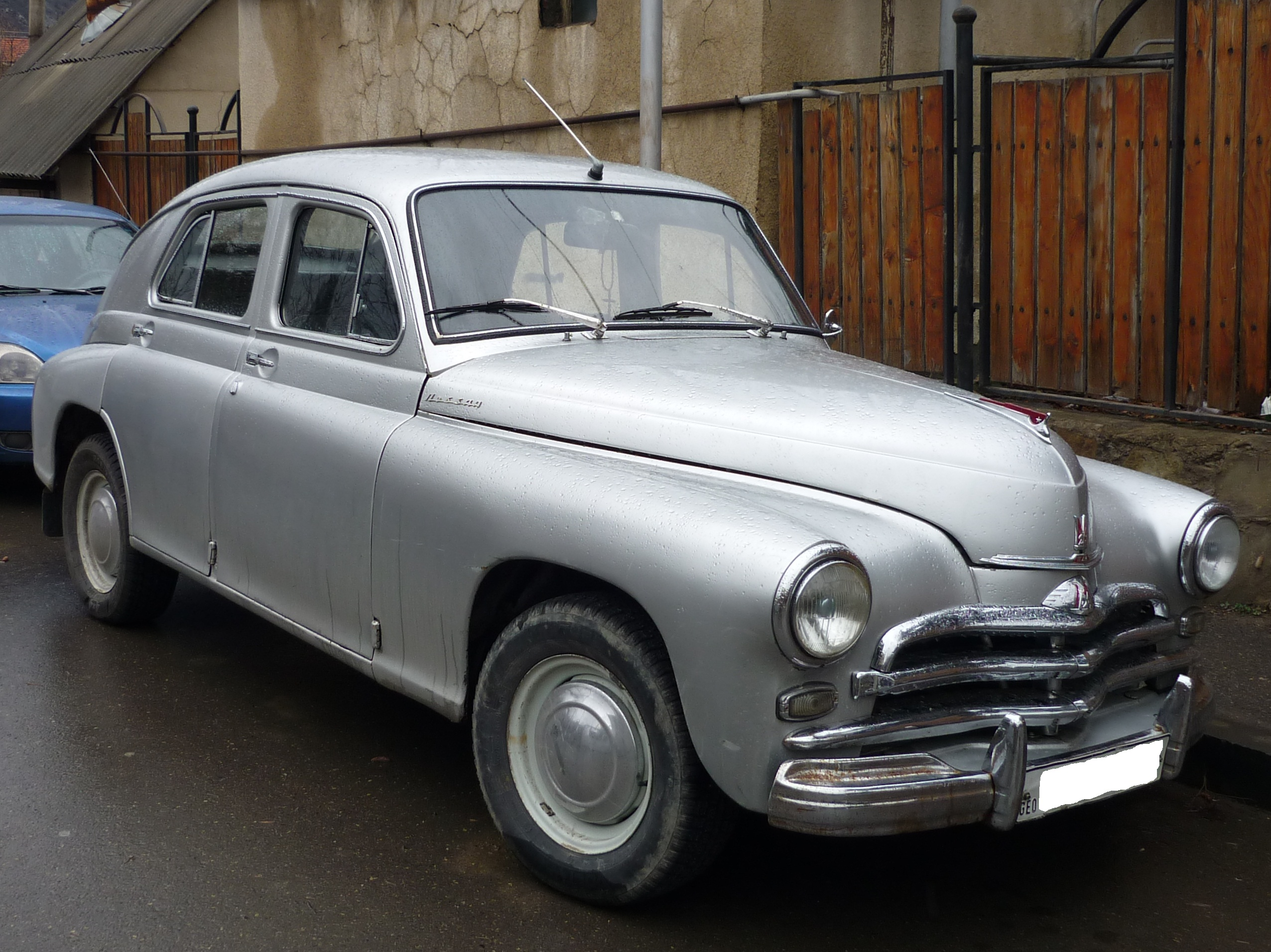
GAZ-M20V (1955-1958)
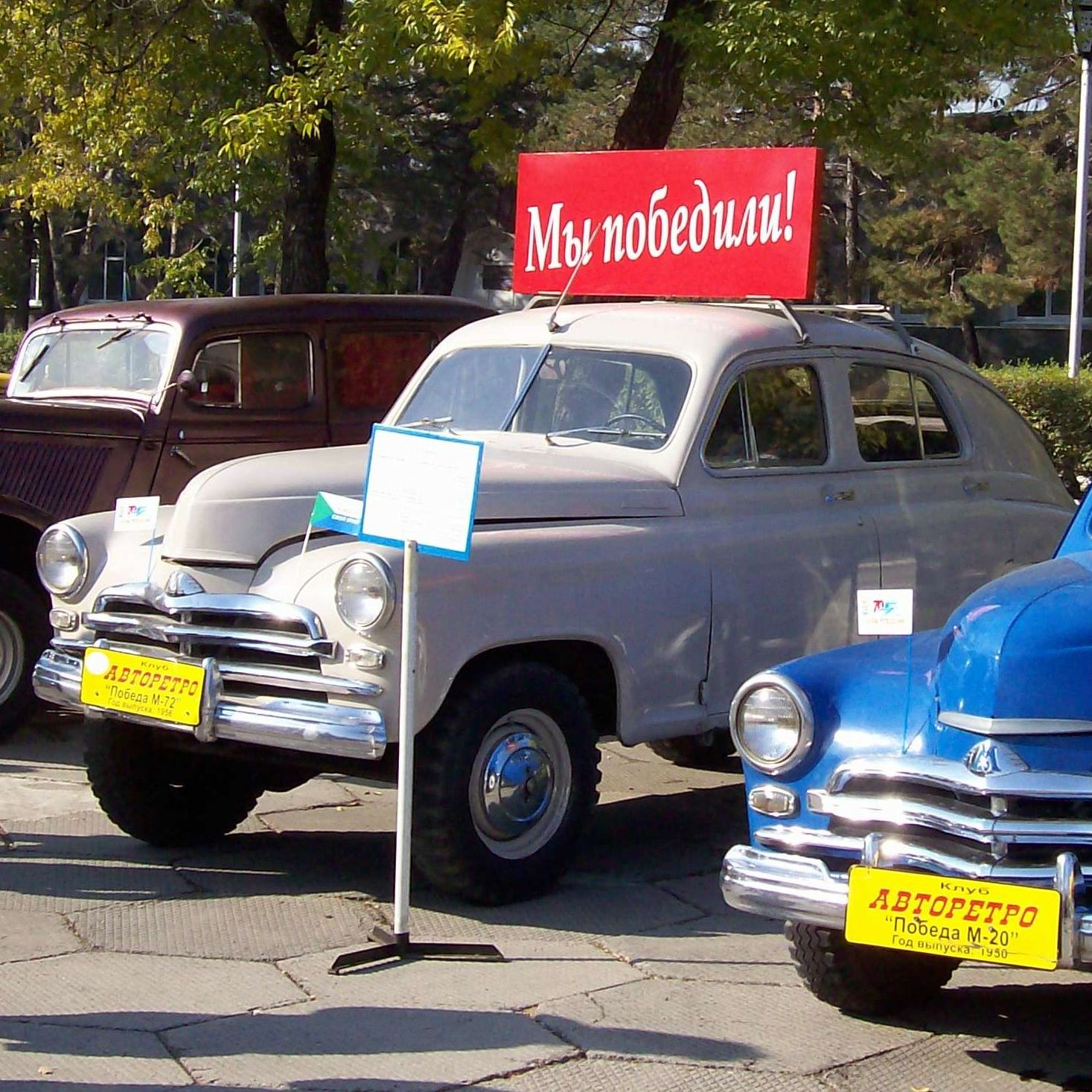
GAZ-M72 (1955-1958)
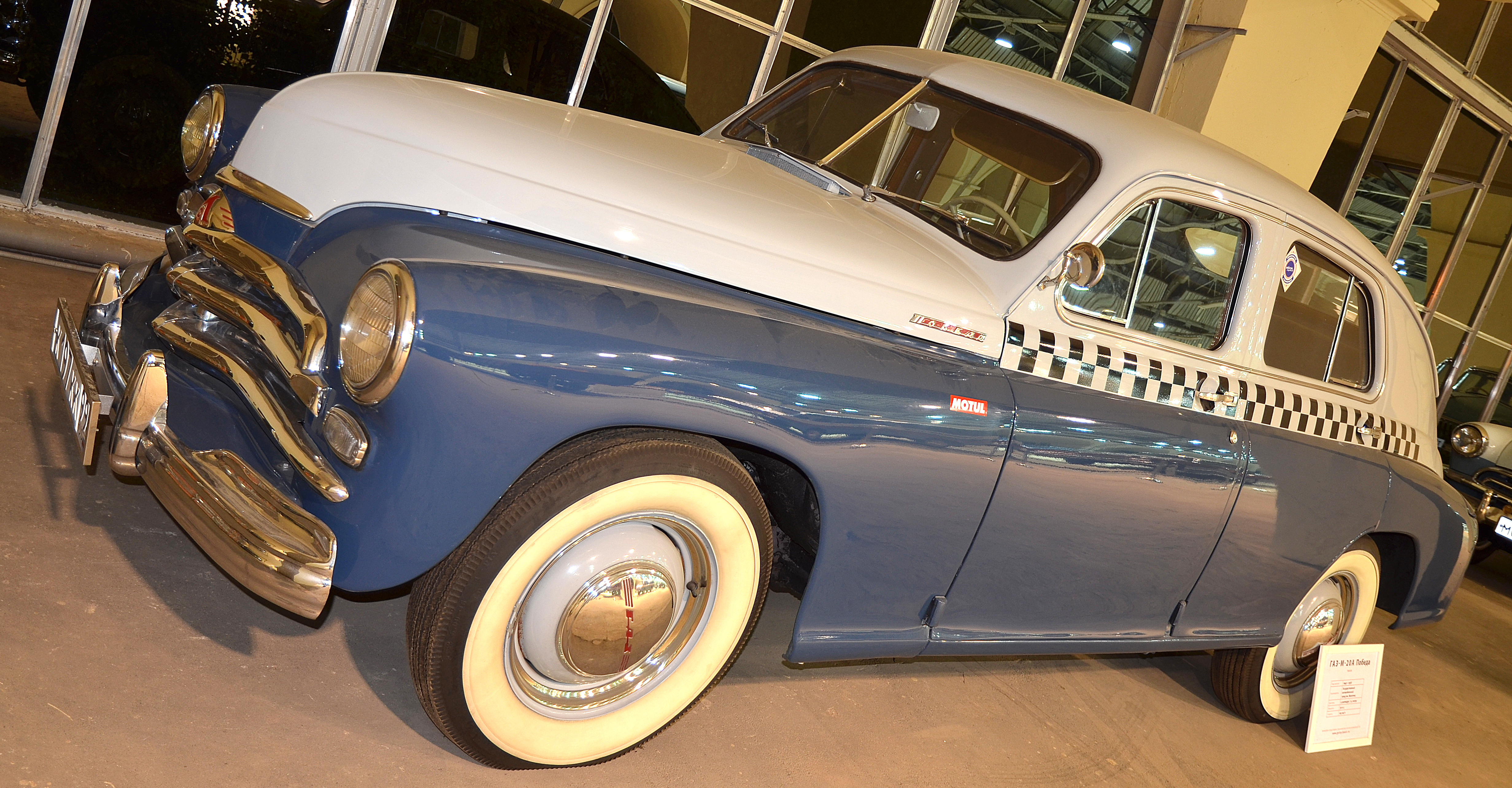
GAZ-M20A taxi
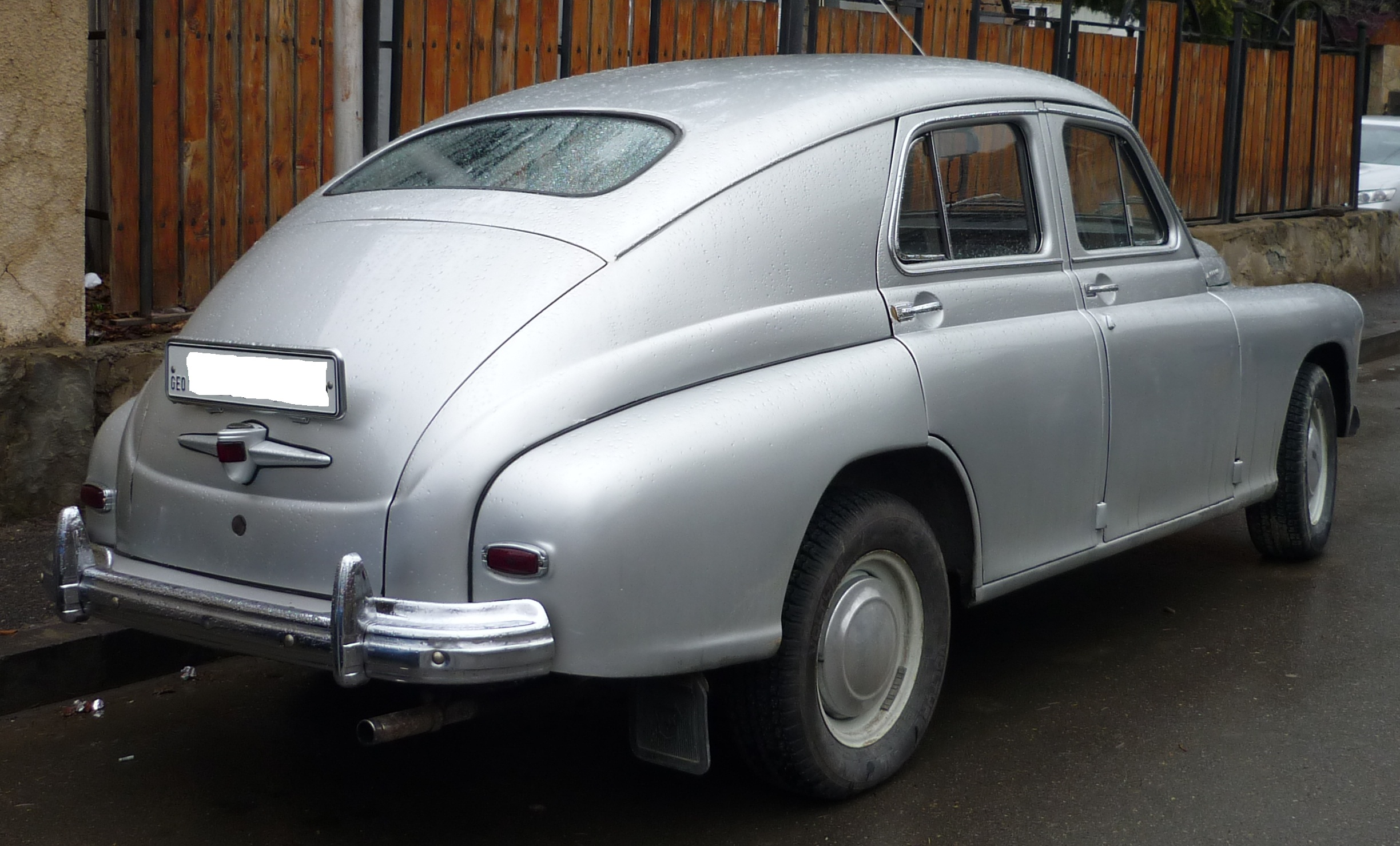
GAZ-M20V posteriore